# Krebsbach (Thyra)
Der Krebsbach ist ein gut 12 km langer, rechter Zufluss der Thyra in Thüringen und Sachsen-Anhalt in Deutschland.

## Verlauf
Der Krebsbach entspringt oberhalb der Talsperre Neustadt im Südharz. Wenige Kilometer hinter seiner Quelle wird er auch schon in dieser aufgestaut. Nachdem er die Talsperre durchflossen hat, tangiert er Herrmannsacker und erreicht er eine weitere Talsperre, die Talsperre Iberg. Diese dient dem Hochwasserschutz. Der erste Ort am Bachlauf ist Stempeda. Einige hundert Meter weiter verlässt er Thüringer Gebiet und erreicht Rottleberode in Sachsen-Anhalt, wo er in die Thyra mündet.